# Marcella Campagnano
Marcella Campagnano (1941,Verdello, Itàlia) és una artista feminista italiana.
Es va unir al grup feminista Via Cherubini de Milà a principis dels anys setanta. El grup va desenvolupar un projecte que versava sobre les idees tradicionals relacionades amb la identitat femenina. Aquest irònic «teatre de l'experiència», tal com el va anomenar Campagnano, va ser documentat en fotografies. L'any 1974, el seu petit apartament es va convertir en un estudi de fotografia improvisat, on va representar alguns dels rols assignats a dona utilitzant únicament el contingut del seu armari i el seu maquillatge: la dona com a esposa, jove, treballadora, mare, estudiant, senyora madura, embarassada, prostituta, núvia i amant. Aquesta sèrie de fotografies, titulada L'invenzione del femminile: RUOLI (La invenció del femení: ROLS, 1974), no pretenia ser una simple obra d'art, sinó que Campagnano volia també generar debat polític, en demostrar fins a quin punt els rols exercits per les dones són construccions imposades per la societat patriarcal.